# 静岡県道311号小松笠井線
静岡県道311号小松笠井線（しずおかけんどう311ごう こまつかさいせん）は静岡県浜松市内を通る県道である。

## 概要

### 路線データ
- 陸上距離：2.6 km
- 起点：静岡県浜松市浜名区小松（静岡県道391号細江浜北線交点〈小松東町交差点〉）
- 終点：静岡県浜松市中央区笠井町（静岡県道45号天竜浜松線交点〈笠井上交差点〉）

## 歴史
- 1960年4月1日 認定

## 重複区間
- なし

## 地理
- 起点から終点まで高低差はなく平坦な地形を進む。起点の小松付近こそ道幅はかなり狭いが、浜名区中条交差点 - 寺島の区間は片側1車線が確保されている。しかし寺島 - 終点の区間は道幅が狭くなる上に大きくカーブする形となる。なお終点側から進入する場合、交差点に免許センターや小松方向を示す標識はあるが、交差点に接近するまで他に案内が存在しないため、スピードを出していると見逃しやすい。
- 2010年代に入り寺島の区間に北浜南幼稚園南交差点を経由するバイパス道路が完成したが、こちらは市道扱いの都市計画道路であり県道指定はされていない。

### 通過する自治体
- 静岡県
  - 浜松市（浜名区 - 中央区）

### 交差する道路
- 静岡県道45号天竜浜松線（浜松市中央区笠井町〈笠井上交差点〉）
- 静岡県道391号細江浜北線（浜松市浜名区小松〈小松東町交差点〉）
- 静岡県道296号熊小松天竜川停車場線（浜松市浜名区小松〈小松東町交差点〉）

### 沿線
- 遠州鉄道遠州小松駅（浜松市浜名区小松）
- 小松郵便局（浜松市浜名区小松）
- 大伝寺（浜松市浜名区寺島）